# 安原政俊
安原 政俊（やすはら まさとし、1980年10月8日 - ）は、千葉県市川市出身の元プロ野球選手（投手）。右投右打。

## 来歴・人物
小学2年生から野球を始める。1996年、鎌ヶ谷ドラゴンズに入団し、中心選手として活躍。
中央学院高等学校時代はストレートとキレのある変化球を武器に活躍。3年夏は東千葉大会ベスト4で甲子園出場はならなかったが、大きな将来性で注目を集め、1998年のドラフト会議で読売ジャイアンツから4位指名を受け、契約金5000万円・年俸480万円（金額は推定）で入団。
スリー・クォーターから繰り出される剛速球で打者を翻弄。2001年には一軍に昇格し、中日ドラゴンズ戦で1回を投げきった。
しかし、一軍登板はその1回のみで、2002年に戦力外通告を受ける。オフに他球団の入団テストを受験したもののいずれも不合格。現役を引退した。
引退後はプロゴルファーを目指したが、2009年8月でゴルフも辞め、現在は会社員をしている。
その傍ら、野田市内の西武台千葉中学校野球部の監督を務めている。
2014年12月、元プロ野球関係者が学生野球指導者になるために必要な学生野球資格回復研修会（日本学生野球協会主催）を受講し、修了証が授与されている。

## 詳細情報

### 年度別投手成績
| 年 度     | 球 団     | 登 板 | 先 発 | 完 投 | 完 封 | 無 四 球 | 勝 利 | 敗 戦 | セ 丨 ブ | ホ 丨 ル ド | 勝 率 | 打 者 | 投 球 回 | 被 安 打 | 被 本 塁 打 | 与 四 球 | 敬 遠 | 与 死 球 | 奪 三 振 | 暴 投 | ボ 丨 ク | 失 点 | 自 責 点 | 防 御 率 | W H I P |
| --------- | --------- | ----- | ----- | ----- | ----- | -------- | ----- | ----- | -------- | ----------- | ----- | ----- | -------- | -------- | ----------- | -------- | ----- | -------- | -------- | ----- | -------- | ----- | -------- | -------- | ------- |
| 2001      | 巨人      | 1     | 0     | 0     | 0     | 0        | 0     | 0     | 0        | --          | ----  | 4     | 1.0      | 2        | 0           | 0        | 0     | 0        | 1        | 0     | 0        | 1     | 1        | 9.00     | 2.00    |
| 通算：1年 | 通算：1年 | 1     | 0     | 0     | 0     | 0        | 0     | 0     | 0        | --          | ----  | 4     | 1.0      | 2        | 0           | 0        | 0     | 0        | 1        | 0     | 0        | 1     | 1        | 9.00     | 2.00    |

### 記録
- 初登板：2001年8月16日、対中日ドラゴンズ23回戦（ナゴヤドーム）、8回裏に5番手で救援登板・完了、1回1失点
- 初奪三振：同上、8回裏に井端弘和から空振り三振

### 背番号
- 94（1999年 - 2002年）